# Before I Wake
Before I Wake is een Amerikaanse fantasy-horrorfilm uit 2016, geregisseerd en geschreven door Mike Flanagan.

## Verhaal
Het echtpaar Mark en Jessie Hobson adopteren een 8-jarige jongen genaamd Cody, na de dood van hun zoon Sean. Enige tijd later ontdekken ze dat Cody in paniek raakt als hij in slaap valt. Eerst geloven Mark en Jessie dat dit te wijten is aan het feit dat hij in een nieuw huis moet slapen. Maar ze zullen snel ontdekken dat de echte reden is dat zijn dromen, nachtmerries worden die in werkelijkheid manifesteren wanneer hij slaapt.

## Rolverdeling
| Acteur              | Personage         |
| ------------------- | ----------------- |
| Kate Bosworth       | Jessie Hobson     |
| Thomas Jane         | Mark Hobson       |
| Jacob Tremblay      | Cody Morgan       |
| Annabeth Gish       | Natalie Friedman  |
| Topher Bousquet     | Canker Man        |
| Dash Mihok          | Whelan Young      |
| Jay Karnes          | Peter             |
| Lance E. Deaver     | Rechercheur Brown |
| Antonio Evan Romero | Sean              |
| Kyla Deaver         | Annie             |
| Hunter Wenzel       | Tate              |
| Scottie Thompson    | Lerares           |

## Achtergrond
In april 2014 verwierf Relativity Media de Amerikaanse distributierechten op de film. De film was oorspronkelijk gepland voor 8 mei 2015, maar werd verplaatst naar 25 september 2015 en later uit het schema gehaald vanwege het faillissement van het bedrijf. De film werd opnieuw gepland voor 8 april 2016. In december 2017 werd onthuld dat Netflix de rechten van de Verenigde Staten op de film van Relativity Media had verkregen en daarmee de wereldwijde rechten had. De film ontving op Rotten Tomatoes 61% goede reviews, gebaseerd op 31 beoordelingen.